# 이천 물류센터 공사장 화재
이천 물류센터 공사장 화재는 2020년 4월 29일 대한민국 경기도 이천시 모가면 소고리 640-1의 한익스프레스 남이천물류센터 냉동 및 냉장 물류창고 공사장에서 발생한 화재 사건이다.

## 개요
2020년 4월 29일 오후 1시 32분  이천시 모가면 소고리 640-1 한익스프레스 남이천물류센터 냉동 및 냉장 물류창고 신축 현장 지하 2층에서 화재가 발생하여, 오후 6시42분에 불을 진화하였다. 이 화재로 38명이 사망하고 10명이 부상했다.
4월 30일, 경기 이천시 재난안전대책본부 등에 따르면 한국산업안전보건공단은 물류창고 공사 업체 측이 제출한 유해위험방지계획서를 심사·확인한 결과 화재 위험성이 있다고 판단, 수차례 개선을 요구한 것으로 나타났다. 산업안전보건공단은 서류심사 2차례, 현장 확인 4차례에 걸쳐 유해위험방지계획서의 문제점을 지적했다. 화재가 난 물류창고는 2019년 4월 23일 착공, 2020년 6월 30일 완공 예정이었으며, 공정률 85% 상태였다.
사고가 난 직후 시공사인 주식회사 건우의 이상섭 대표가 오후 2시쯤 '피해 가족 휴게실'이 마련된 모가 실내체육관을 찾아 단상에서 무릎을 꿇은 뒤 "죄송하다"고 말했다. 이 대표는 단상에 오른지 5분 만에 회사 관계자의 부축을 받고 밖으로 나왔는데, 갑자기 실신해 대기 중이던 119구급차에 실려 병원으로 옮겨졌다.

## 같이 보기

### 일반 주제
- 이천 물류창고 화재 - 2008년 발생한 화재 사건
- 이천 냉동창고 화재 - 비슷한 시기에 발생된 냉동창고 화재 사건
- 쿠팡 덕평 물류센터 화재 - 2021년 발생한 화재 사건

### 유사 사건
- 제천 스포츠센터 화재
- 밀양 세종병원 화재
- 인천 세일전자 화재
- 종로 고시원 화재
- 이토이가와시 대규모 화재
- 후쿠야마 호텔 화재
- 마르코폴로 콘도 화재
- 우신골든스위트 화재
- 2019년 강원도 산불
- 후쿠에 대화재
- 울산 삼환아르누보 화재
- 센니치 백화점 화재